# Uzelia annomatos
Uzelia annomatos är en urinsektsart som beskrevs av Yue och Yin 1999. Uzelia annomatos ingår i släktet Uzelia och familjen Isotomidae. Inga underarter finns listade i Catalogue of Life.